# رسم بياني لشبكة الأسلاك

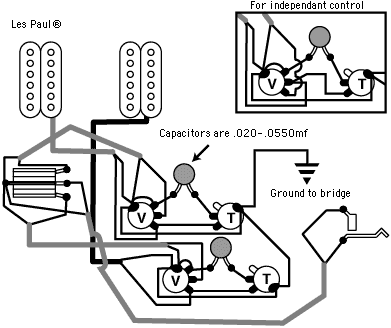
رسم تخطيطي لأسلاك

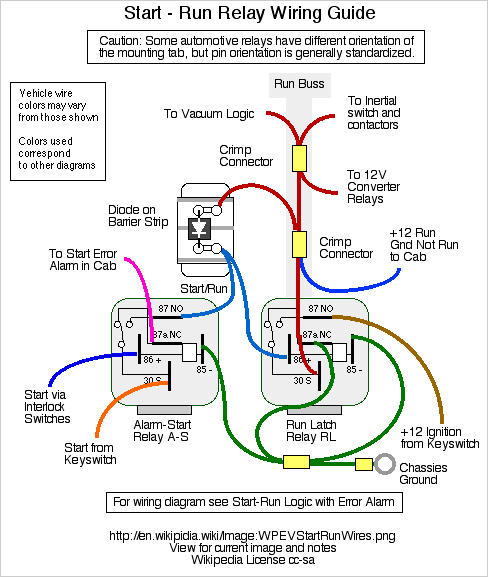
رسم تخطيطي لأسلاك السيارات

الرسم البياني لشبكة الأسلاك (مخطط الأسلاك، بالإنجليزية: Wiring Diagram) هو عبارة عن مخطط للأسلاك مبسط لدائرة كهربائية ويعرض مكونات الدائرة كأشكال مبسطة ووصلات الطاقة والإشارة بين الأجهزة.

## نبذة
يوفر مخطط الأسلاك معلومات حول الموقع والترتيب الأنسب للأجهزة والمحطات الطرفية على الأجهزة للمساعدة في بناء أو صيانة الجهاز وهذا يختلف عن الرسم التخطيطي حيث لا يتطابق ترتيب تراكيب المكونات على الرسم البياني عادة مع المواقع المادية للمكونات في الجهاز النهائي. يوضح الرسم التخطيطي المزيد من التفاصيل عن المظهر المادي في حين يستخدم الرسم التخطيطي للتوصيل الرمزي أكثر رمزية للتأكيد على الترابط على المظهر الخارجي.
غالبا ما يتم استخدام الرسم البياني لشبكة الأسلاك لإستكشاف الأخطاء وإصلاحها وللتأكد من أن كافة الاتصالات قد تم إجراؤها وأن كل شيء موجود.

## الرسم البياني لشبكة الأسلاك المعمارية

مخطط الأسلاك المعمارية النمطية

توضح مخططات الأسلاك المعمارية المواقع التقريبية والوصلات البينية للمبنى والإضاءة والخدمات الكهربائية الدائمة في المبنى. يمكن عرض طرق الأسلاك المترابطة حيث يجب أن تكون بعض التركيبات على دارة مشتركة.
الرسم البياني لشبكة الأسلاك تستخدم الرموز القياسية لأجهزة الأسلاك وعادة ما تكون مختلفة عن تلك المستخدمة في الرسوم البيانية التخطيطية. لا تظهر الرموز الكهربائية مكان تثبيت أي شيء فحسب بل أيضا نوع الجهاز الذي يتم تثبيته. على سبيل المثال يظهر ضوء السقف السطحي برمز واحد ومصباح السقف المتقطع له رمز مختلف. هناك رموز تظهر موقع أجهزة الكشف عن الدخان وجرس الباب والترموستات. في المشاريع الكبيرة يمكن ترقيم الرموز لإظهارها على سبيل المثال لوحة التحكم والدائرة التي يتصل بها الجهاز وايضا لتحديد أي نوع من أنواع التركيبات العديدة التي سوف يتم تثبيتها في ذلك الموقع.
قد تكون هناك حاجة إلى مجموعة من الرسوم البيانية لشبكة الأسلاك من قبل شركة الكهرباء للموافقة على اتصال السكن لنظام الإمداد الكهربائي العام.
كما تشمل الرسومات البيانية لشبكة الأسلاك جداول زمنية للوحة لوحات الكسر والرسومات التوضيحية للخدمات الخاصة مثل إنذار الحريق أو دائرة تلفزيونية مغلقة أو خدمات خاصة أخرى.